# Área metropolitana de Decatur (Illinois)
El Área Estadística Metropolitana de Decatur, IL MSA, como la denomina la Oficina de Administración y Presupuesto, es un Área Estadística Metropolitana centrada en la ciudad de Decatur, que solo abarca el condado de Macon en el estado de Illinois, Estados Unidos. Su población según el censo de 2010 es de 110.768 habitantes, convirtiéndola en la 330.º área metropolitana más poblada de los Estados Unidos.

## Comunidades
- Argenta
- Bearsdale
- Blue Mound
- Decatur
- Emery
- Forsyth
- Harristown
- Long Creek
- Macon
- Maroa
- Mount Zion
- Newburg
- Niantic
- Oakley
- Oreana
- Warrensburg